# Levític
El Levític és el tercer llibre de la Tanakh i de la Bíblia. El nom del llibre en català prové del grec (το) Λευιτικόν, (to) leuiticon, alhora derivat de l'hebreu rabínic torat kohanimen referència a la tribu de Leví, la qual es convertirià en la tribu sacerdotal del poble hebreu. En hebreu, el nom és la primera paraula del text, Vayikra ויקרא, que significa "Ell va cridar".

## Títol i autor
El llibre s'anomena Levític perquè es tracta, en essència, d'un manual religiós per a ús dels levites, sacerdots encarregats del culte, escollits d'entre els membres de la tribu Leví.(6:8)
La tradició judeocristiana l'atribueix a la ploma del patriarca Moisès, com els altres llibres del Pentateuc.

## Contingut
El contingut del llibre és el següent:
- Una sèrie de lleis, relacionades amb els sacrificis i les ofrenes.
- Una secció històrica sobre la consagració d'Aaron i els seus fills.
- Lleis relacionades amb la puresa i els sacrificis per purgar i treure la impuresa.
- Lleis de separació entre Israel i els pagans.
- Lleis sobre la puresa personal dels sacerdots, els menjars sants, les ofrenes d'Israel i la celebració de les grans festes.
- Promeses i advertències sobre l'obediència o desobediència dels manaments.

El llibre està escrit amb una estructura khiàstica, com la resta del Pentateuc.

### Temàtica
| Capítol | Temes        |  |
| 1(v3)   | Ofrena       |  |
| 1(v7)   | Altar        |  |
| 5(v1)   | Culpabilitat |  |
| 6(v3)   | Vestimentes  |  |
| 19(v15) | Justícia     |  |
| 20(v27) | Bruixeria    |  |
| 23(v7)  | Repòs        |  |

## Naturalesa
És un recompte, manual o compendi dels sacrificis religiosos que Jahvè ordena realitzar com a part de la litúrgia hebrea.
La síntesi de tots els holocausts mai s'havia intentat en la literatura jueva, i sens dubte va representar un esforç enorme per al redactor de Levític. Israel, com a poble obert a les influències externes gràcies a la seva peculiar ubicació geogràfica i als innombrables avatars històrics (guerres, invasions, migracions) que va patir, va rebre rituals religiosos dels cananeus, assiris, babilonis, caldeus i egipcis.
Però a més és un poble fortament tancat sobre si mateix en l'aspecte religiós i cultural, de manera que a totes aquestes circumstàncies s'uneixen rituals estrictament propis que provenen de la mateixa prehistòria.
Per enriquir, complicar i completar la història de la litúrgia hebrea, es va produir també el fenomen de la revelació a través de dos homes: Abraham que va afegir una fe i Moisès que li va atorgar un ordenament i una llei.
Amb tots aquests components es va forjar i va organitzar al Mont Sinaí l'adoració del Déu d'Israel i el Levític es va convertir en la seva descripció precisa i genuïna.

## Interpretació
Es tracta d'un text molt difícil d'interpretar per al lector modern, i encara més per al gentil, perquè constitueix un llibre típicament i absoluta jueu. Res no hi ha que pugui semblar familiar per al no jueu (àdhuc ofereix dificultats per al jueu no practicant), i és per això que es tendeix a saltar-lo per continuar a Nombres la història narrada al Gènesi i a l'Èxode, llibres més planers i de més facilitat d'interpretació.
Tot i això, el Levític és un llibre únic, primer de la seva mena en la història, que presenta interès i sorprenents traços de la vida religiosa i moral jueva d'aquell temps.
La temàtica principal és la de reafirmar la puresa i la santedat del poble d'Israel, en qui Déu ha posat la seva predilecció.

## Manuscrits
Es conserven fragments de traduccions a la llengua grega, com ara el manuscrit 4Q120, que es conserva en el Museu Rockefeller de Jerusalem.